# Leistungsschalter

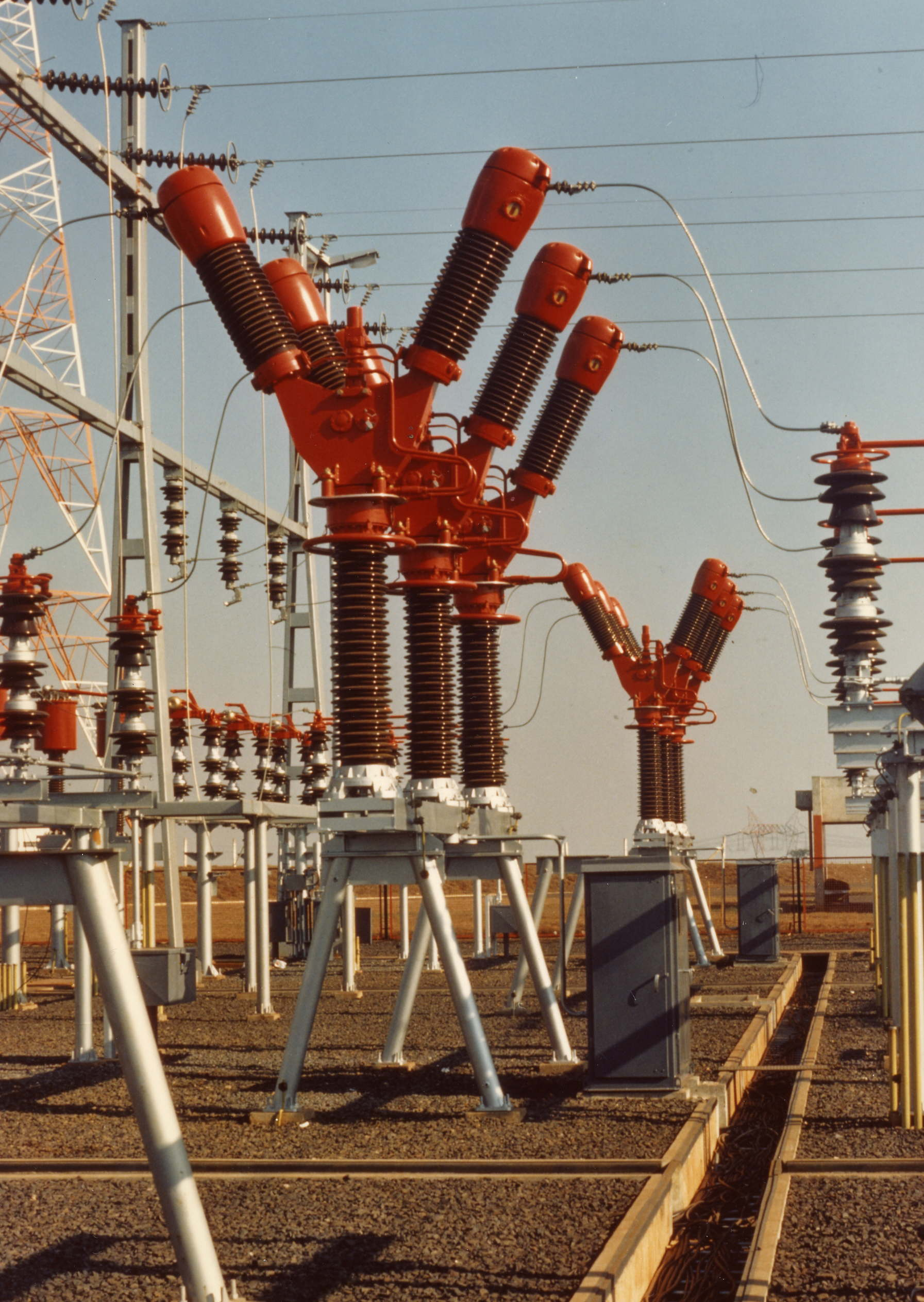
Y-förmige Leistungsschalter für Hochspannung in einer Freiluftschaltanlage

Leistungsschalter sind Schalter, die für das Schalten von hohen Strömen ausgelegt sind. Im Gegensatz zu Lastschaltern können Leistungsschalter nicht nur reguläre Betriebsströme und geringe Überlastströme schalten, sondern auch bei Fehlern hohe Überlastströme und Kurzschlussströme (Generatorleistungsschalter bis 800 kA) einschalten, diese Ströme eine vorgegebene Zeit halten und sicher ohne Schaden ausschalten. Sie sind für hohe Schaltleistungen aber geringe Schalthäufigkeiten konstruiert. Das Schaltvermögen im Kurzschlussfall, der Nenn-Kurzschlussausschaltstrom des jeweiligen Schalters muss auf dem Leistungsschild des Schalters vermerkt sein. Leistungsschalter werden einpolig oder dreipolig gebaut, selten kommen auch vierpolige Leistungsschalter zum Einsatz. Diese sind speziell für Netze entwickelt worden, in denen der Ausgleichstrom im Neutralleiter höher werden kann als ein Außenleiterstrom. Ursache hierfür sind Phasenverschiebungen im Drehstromnetz sowie Oberwelleneinflüsse.

## Grundlagen

Prinzipdarstellung: Leistungsschalter 63 Ampere
mit Strombegrenzung

Der Überlaststrom bezieht sich auf das schwächste Glied der dem Leistungsschalter, in Energieflussrichtung gesehen, nachgeordneten Anlage. Um solche nachgeordneten Anlagen vor Schäden durch Überlast oder Kurzschluss zu schützen, soll der Leistungsschalter diese Ströme in Verbindung mit den Einrichtungen des Netzschutzes schalten können.
Das Unterbrechen des Stromflusses führt bei jedem Schalter zumindest kurzzeitig zu einem Spannungsüberschlag zwischen den beiden Kontakten, da der Abstand während des Trennvorganges zur Isolation noch nicht ausreicht. Befindet sich Gas zwischen den beiden Polen, wird es bei entsprechend hoher Spannungsdifferenz zwischen den Polen durch den Überschlag ionisiert, und es bildet sich eine sich selbst erhaltende Gasentladung, die Lichtbogen genannt wird. Dieses Plasma leitet nicht nur weiterhin Strom, sondern reduziert auch die Lebensdauer des Bauteils; bei starken Strömen kann es den Schalter sogar zerstören. Im Gegensatz zu Trennern sind Leistungsschalter so konstruiert, dass der beim Öffnen der Schaltkontakte entstehende Lichtbogen schnell und ohne Beschädigung des Schalters gelöscht und damit der Stromfluss unterbrochen wird.

## Einsatzgebiet

Anwendungsbeispiele von Leistungsschaltern

Abgesehen von der Trivialanwendung als einfaches Schaltelement werden Leistungsschalter als Netzschutz bei Fehlern wie Kurzschluss oder Erdschluss eingesetzt. Die Ansteuerung von Leistungsschaltern kann über unterschiedliche Mechanismen erfolgen und richtet sich in erster Linie nach der zu schaltenden Leistung. Als Antriebe werden Handantriebe und sogenannte Kraftantriebe verwendet. Als Kraftantriebe werden Antriebe bezeichnet, bei denen die Betätigung nicht durch die Kraft eines Menschen erfolgt. Als Kraftantriebe gibt es Magnetantriebe, Motorantriebe, Federantriebe und Druckluftantriebe. Ein besonderer Vorteil von Kraftantrieben ist eine mögliche Fernbedienung des Schalters.

### Niederspannungsanwendungen
Hier unterscheidet man vier Gruppen:
- offene Leistungsschalter (Air Circuit Breaker – ACB)
- Kompaktleistungsschalter (Moulded Case Circuit Breakers – MCCB)
- Lasttrennschalter (Load Break Switches – LBS), Ausführungen mit/ohne Sicherungen
- Leitungsschutzschalter (Miniature Circuit Breaker – MCB)

Quelle:
Niederspannungs-Leistungsschalter sind elektromagnetische Selbstschalter. Ihre Arbeitsweise entspricht prinzipiell der Arbeitsweise von Leitungsschutzschaltern. Sie sind meist mit einem thermischen und einem magnetischen Auslöser ausgestattet und besitzen somit die gleichen konstruktiven Elemente wie Leitungsschutzschalter. Allerdings sind sie für größere Bemessungsströme konstruiert, außerdem sind die Auslöser von Leistungsschaltern, anders als beim Leitungsschutzschalter, separat einstellbar. Im Niederspannungsbereich werden die Schalter auch als Motorschutzschalter eingesetzt. Nicht einstellbare Leistungsschalter mit Auslösecharakteristik K und Z nach EN 60947-2 (VDE 0660-101) werden in der Praxis wie Leitungsschutzschalter eingesetzt und auch als solche bezeichnet.

Aufbau eines Niederspannungs-Leistungsschalters
Funktionsbereiche einer Auslösekennlinie
Beispiel für Einstelloptionen an einem Leistungsschalter

### Mittelspannung

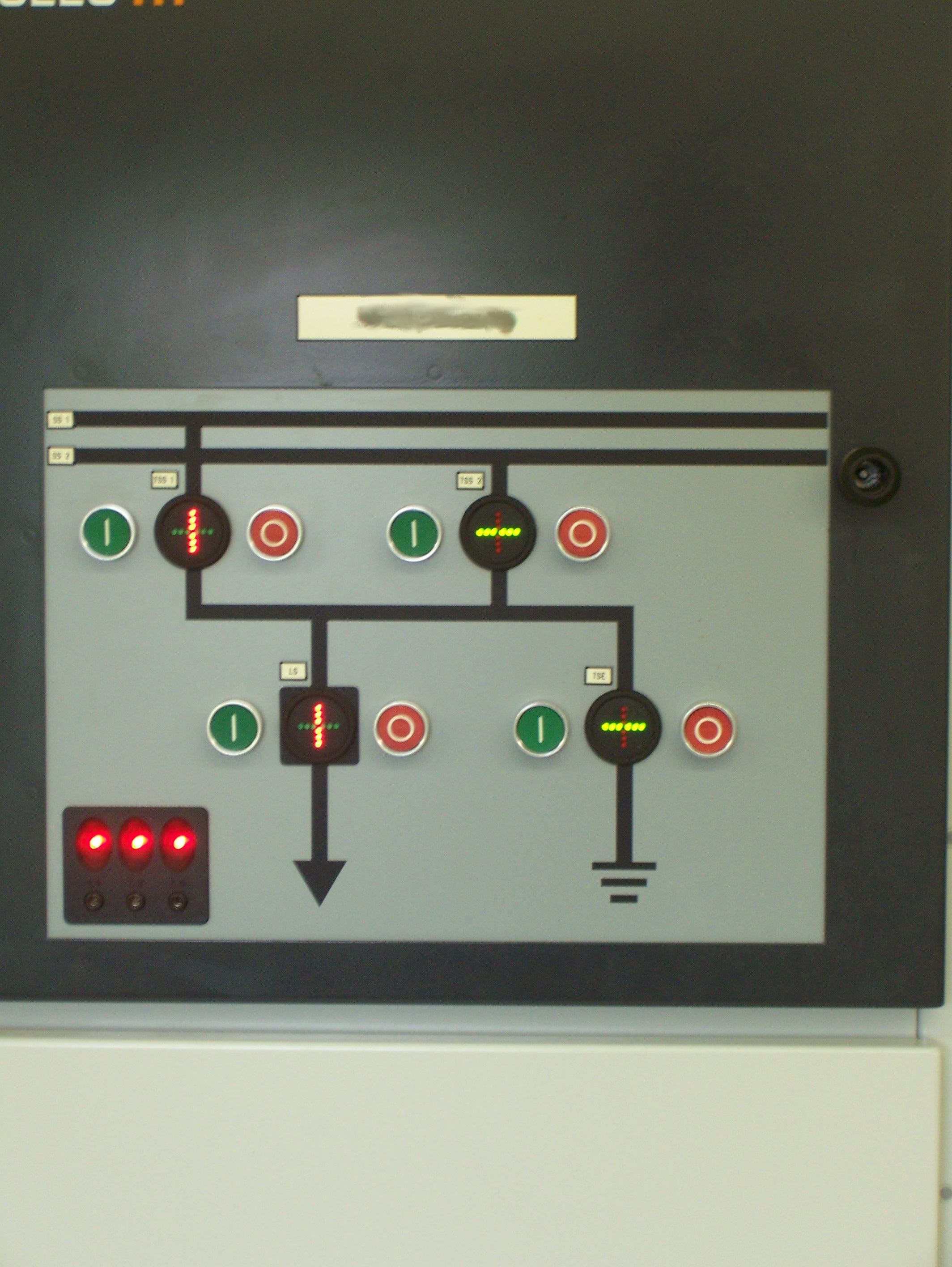
Leistungschalter-Bedieneinheit für 20 kV

Leistungsschalter dienen als Schutzgeräte in der Mittelspannungsebene, die im Störfall auch Kurzschlüsse vom Netz trennen können. Die Auslösung bei einem Fehlerfall (Aus-Befehl) erfolgt über Zugmagnete, die Verriegelungs-Mechanismen freigeben, welche in einem Speicher (pneumatischer Druckspeicher, Federspeicher) vorliegende mechanische Energie freigeben. Damit werden die Schaltstücke (Kontakte) mit großer Geschwindigkeit voneinander weg bzw. aufeinander zu bewegt. Nach dem Schaltvorgang wird z. B. mit einem Elektromotor der Federspeicher wieder aufgezogen.
Leistungsschalter haben ebenso wie Lasttrennschalter die Aufgabe, Objekte wie Generatoren, Transformatoren, Kuppeln von Sammelschienen sowie Kabel und Freileitungen zu schalten.
Leistungsschalter sind gegenüber Lasttrennschaltern in der Lage, auch im Störfall (z. B. Kurzschluss) sicher schalten zu können.

### Hochspannung
Im Hochspannungsbereich sind die Schaltaufgaben von Leistungsschaltern bedingt durch ihre unterschiedliche Lastcharakteristiken sehr unterschiedlich. Da Sicherungen nur bis 24 kV verfügbar sind, ist es im Hochspannungsbereich erforderlich, Leistungsschalter als letztendliches Sicherungselement zu verwenden. Um die hohen Spannungen sicher trennen zu können, werden z. B. bei SF6-Schaltern mehrere Schaltköpfe in Reihe geschaltet. Der Spannungsabfall an den geschlossenen Schaltkontakten beträgt nur wenige Millivolt, sodass es am Schalter nur zu sehr geringen Verlusten kommt.

## Lichtbogenlöschung

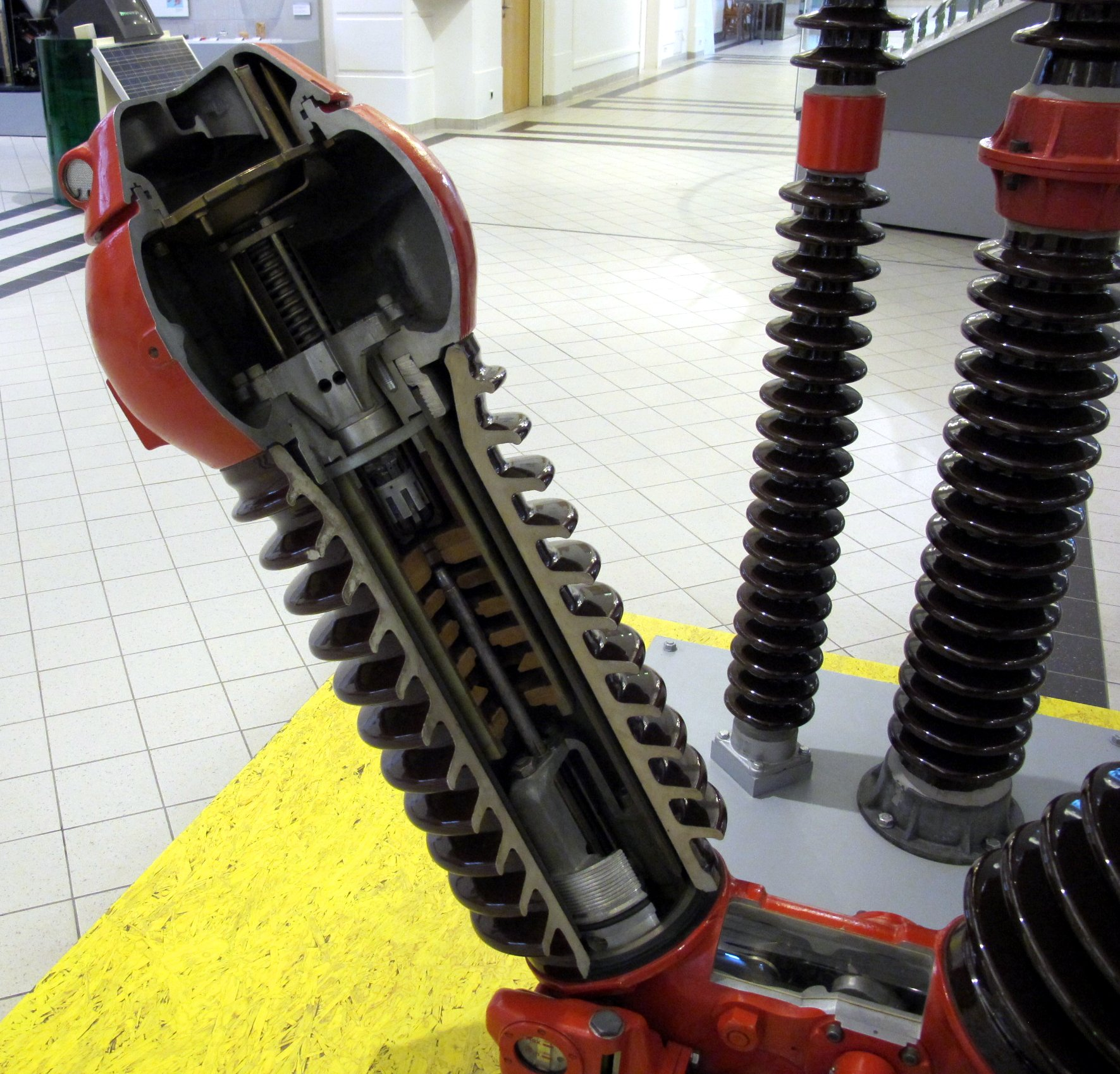
Schnittmodell eines Öl-Leistungschalters für 110 kV. In der Mitte der Kontaktstift und Löschkammern

Bei der Art der Lichtbogenlöschung unterscheidet man:
- Leistungsschalter mit Nullpunktlöschung
- Leistungsschalter mit Kurzschlussstrombegrenzung.

Quelle:
Die sogenannten Nullpunktlöscher löschen beim Nulldurchgang den Wechselstrom-Schaltlichtbogen. Bei Leistungsschaltern mit Kurzschlussstrombegrenzung wird der Stoßkurzschlussstrom auf einen kleineren Durchlassstrom begrenzt. Das rasche Öffnen der Schaltstücke wird im Niederspannungsbereich über das Schaltschloss erreicht. Die Lichtbogenlöschung erfolgt in einer Deionkammer. Es gibt auch andere Abschaltmechanismen wie z. B. einen Schlaganker oder die Auslösung durch die Kraftwirkung zweier paralleler stromdurchflossener Kontaktstücke.

### Löschmittel

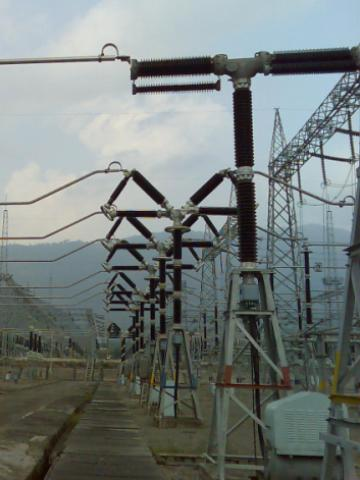
Reihe von SF_{6}-Leistungsschaltern in einer Freiluftschaltanlage

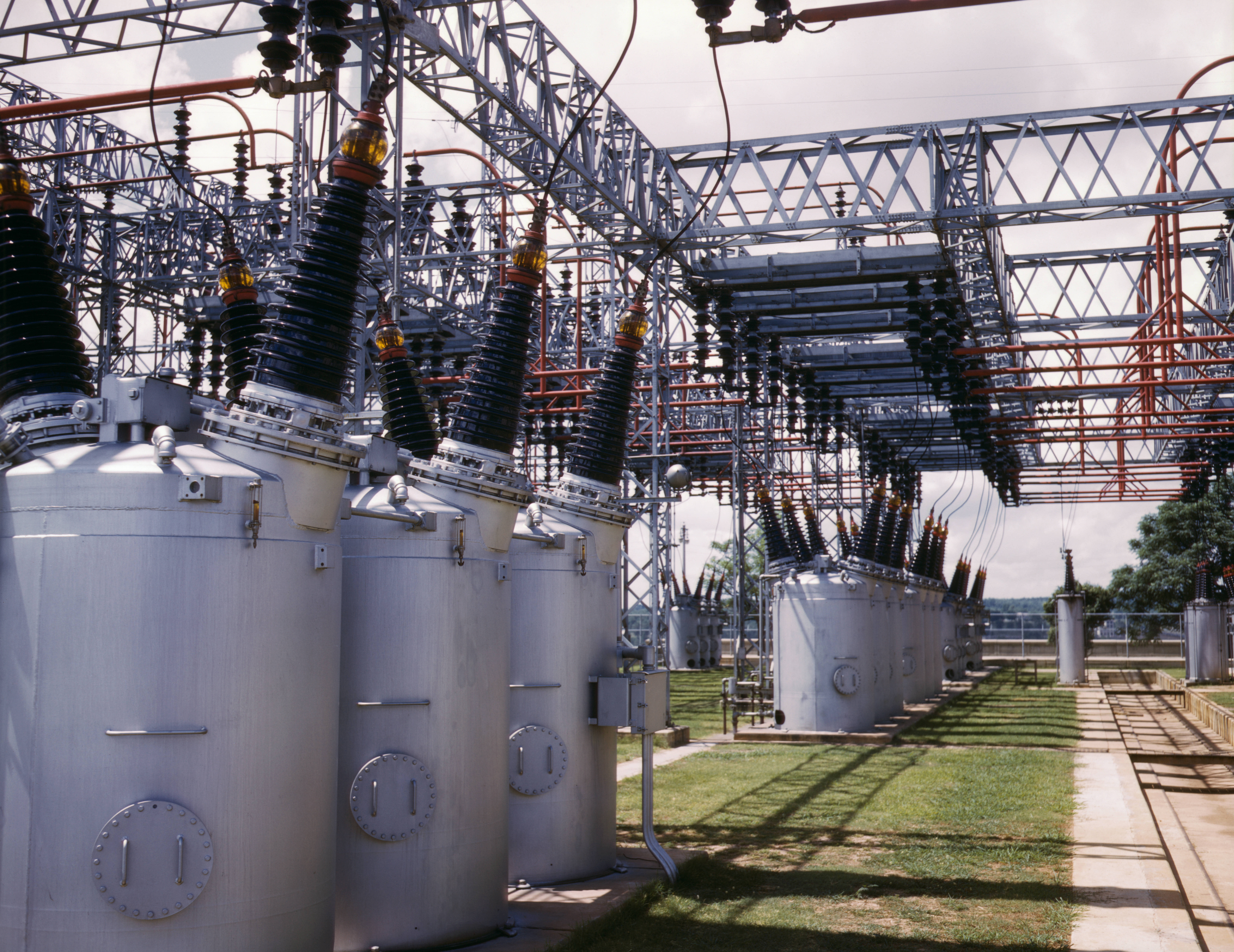
Ältere Kesselölschalter in einer Freiluftschaltanlage (Aufnahme von 1942)

Bei Leistungsschaltern im Hochspannungsbereich – diese Schalter zählen zu der Gruppe der Hochspannungsschalter – kommen zum Löschen der beim Schalten entstehenden Lichtbögen verschiedene Löschmedien in Frage. Die nachfolgenden Löschmedien kommen in unterschiedlichen Bauarten von Leistungsschaltern bei Hochspannung zum Einsatz.

#### Luft

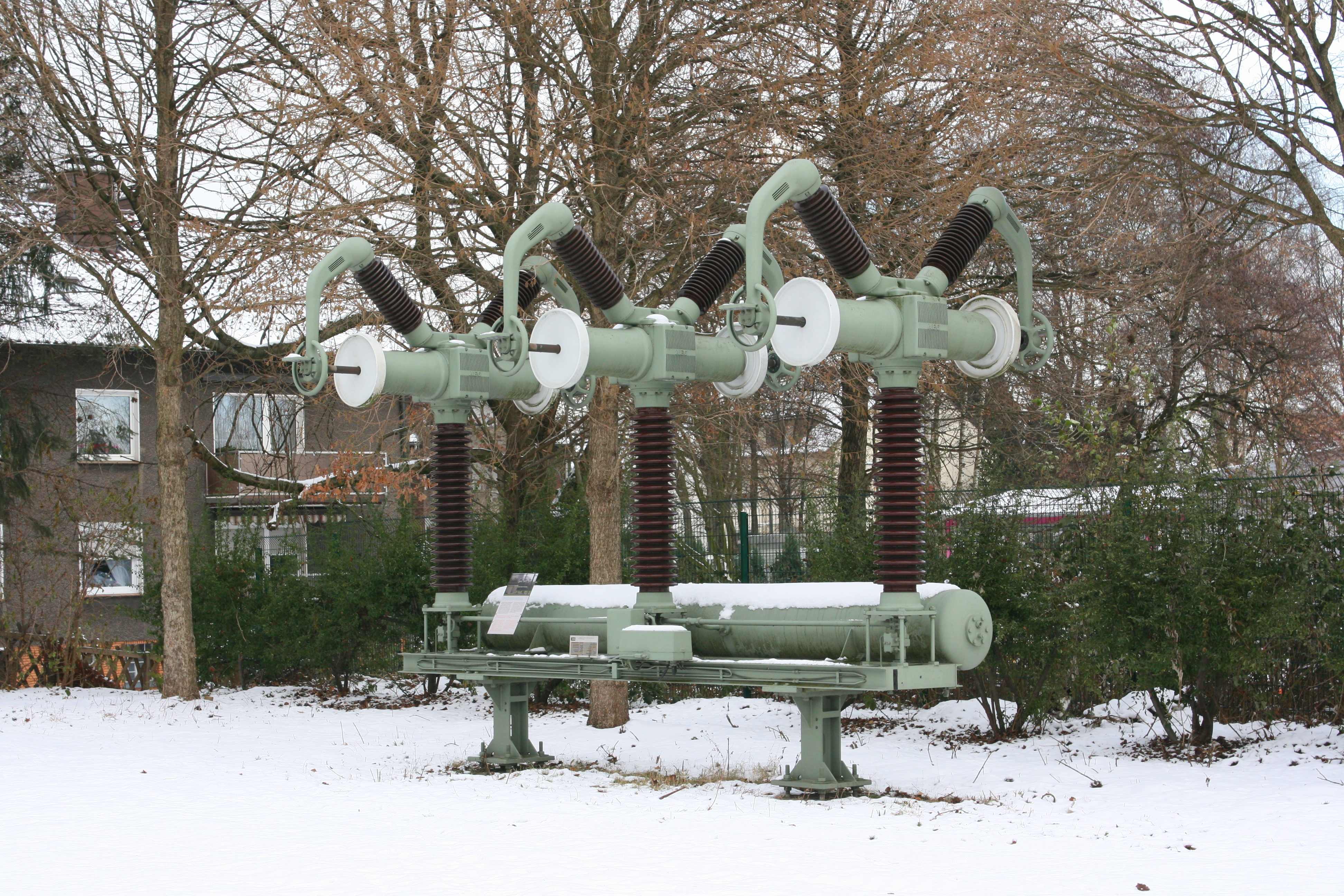
Freistrahl-Luftschalter

Druckluft wird durch eine Drucklufterzeugung-, Speicher- und Verteilanlage auf einen Druck von 15 bis 30 bar verdichtet und sorgt im Schaltvorgang über entsprechende Düsen für das Ausblasen entstehender Lichtbögen. Die Luft wurde von diesen Aufbereitungsanlagen gereinigt, verdichtet und entfeuchtet. Umgebungsluft wird heute in der Freilufttechnik immer noch isolierend und als Löschmedium benutzt. Dies führt im Vergleich zu schutzgasisolierten Leistungsschaltern zu größerem Platzbedarf, da die Löschfähigkeit von Luft geringer ist.

#### Isoliergas SF6
Das Schwefelhexafluorid-Gas (SF6) dient in der Leistungsschaltertechnik als Isoliergas zum Löschen von entstehenden Lichtbögen bei Schaltvorgängen des Leistungsschalters. Hierzu eignet es sich durch seine hohe elektrische Festigkeit und große Wärmeleitfähigkeit. Des Weiteren weist es nach der Dissoziation im brennenden Lichtbogen eine gute Rekombinationsfähigkeit auf. So werden freie Ladungsträger in der Schaltstrecke schnell wieder eliminiert und es kommt schneller zur Spannungsverfestigung. Verwendet wird SF6 für hohe Ausschaltleistungen in Blaskolbenschaltern, während für mittlere Ausschaltleistungen Selbstblasschalter eingesetzt werden. SF6 ist das stärkste bekannte Treibhausgas. Um die Auswirkungen der unvermeidbaren Verluste an SF6 zu reduzieren, werden große Anstrengungen seitens der Hersteller industrieller Gase, der Hersteller von Schaltanlagen und der Politik unternommen. Aussichtsreiche und teilweise bereits in der Praxis erprobte und eingesetzte Gase sind Fluoroketone und Fluoronitrile, die ein um Größenordnungen geringeres Treibhauspotential aufweisen. Auch konnten die Leistungen der Anlagen ohne Verwendung spezieller Isoliergase weiter gesteigert werden, so dass der zwingend erforderliche Einsatz von SF6 in einem abnehmenden Bereich besonderer Rahmenbedingungen gegeben ist.

#### Öl
Öl fand bis etwa 1940 in einer Bauart der Ölschalter, den Kesselölschaltern, Anwendung. Seit 1975 wurden und werden Ölschalter durch die leistungsfähigeren und effizienteren SF6-Leistungsschalter abgelöst. Mit Stand der 2010er Jahre sind ölarme Leistungsschalter im Höchstspannungsnetzen noch anzutreffen.
Bei Ölschaltern zersetzt die hohe Temperatur des Lichtbogens einen Teil des Öles in den Löschkammern zu einem Gas. Der Gasdruck bewirkt eine Ölströmung, die den Lichtbogen löscht. Problematisch kann bei ölarmen Schaltern das Abschalten kleiner Ströme werden, da sich hier aufgrund der geringeren Intensität der Löschmittelströmung der Lichtbogen schlechter löschen lässt. Bei kleinen Schaltleistungen wurde deshalb die geringere Ölströmung mit Pumpwirkung unterstützt. Dieser Schaltertyp kann z. B. bei einer Spannung von 240 kV einen Strom von 4 kA schalten. Bei geringeren Schaltspannungen sind die Schaltströme wesentlich höher.

#### Vakuum
Bei Vakuumschaltern befinden sich die Kontakte zur Vermeidung eines Lichtbogens unter Vakuum. Diese Schalter werden bevorzugt bei Mittelspannungsschaltanlagen mit Spannungen bis zu ca. 40 kV eingesetzt.

## Schaltprinzipien
Die Schaltprinzipien der einzelnen Leistungsschalter unterscheiden sich im Wesentlichen durch ihre Bauweise. So sind heute gekapselte und nicht gekapselte Leistungsschalter, die oft in Kombination mit anderen Hochspannungseinrichtungen wie Arbeitserdern und -trennern, Spannungs- und Stromwandlern, den Antrieben, dem kurzschlusseinschaltfesten Schnellerder und den Sammelschienenabgängen als Felder erhältlich. Im Folgenden soll jedoch nur das Isolier- und Löschmedium des eigentlichen Leistungsschalters erläutert werden, da dieses Medium innerhalb eines Feldes, welches umgangssprachlich oft auch als Leistungsschalter bezeichnet wird, variieren kann.

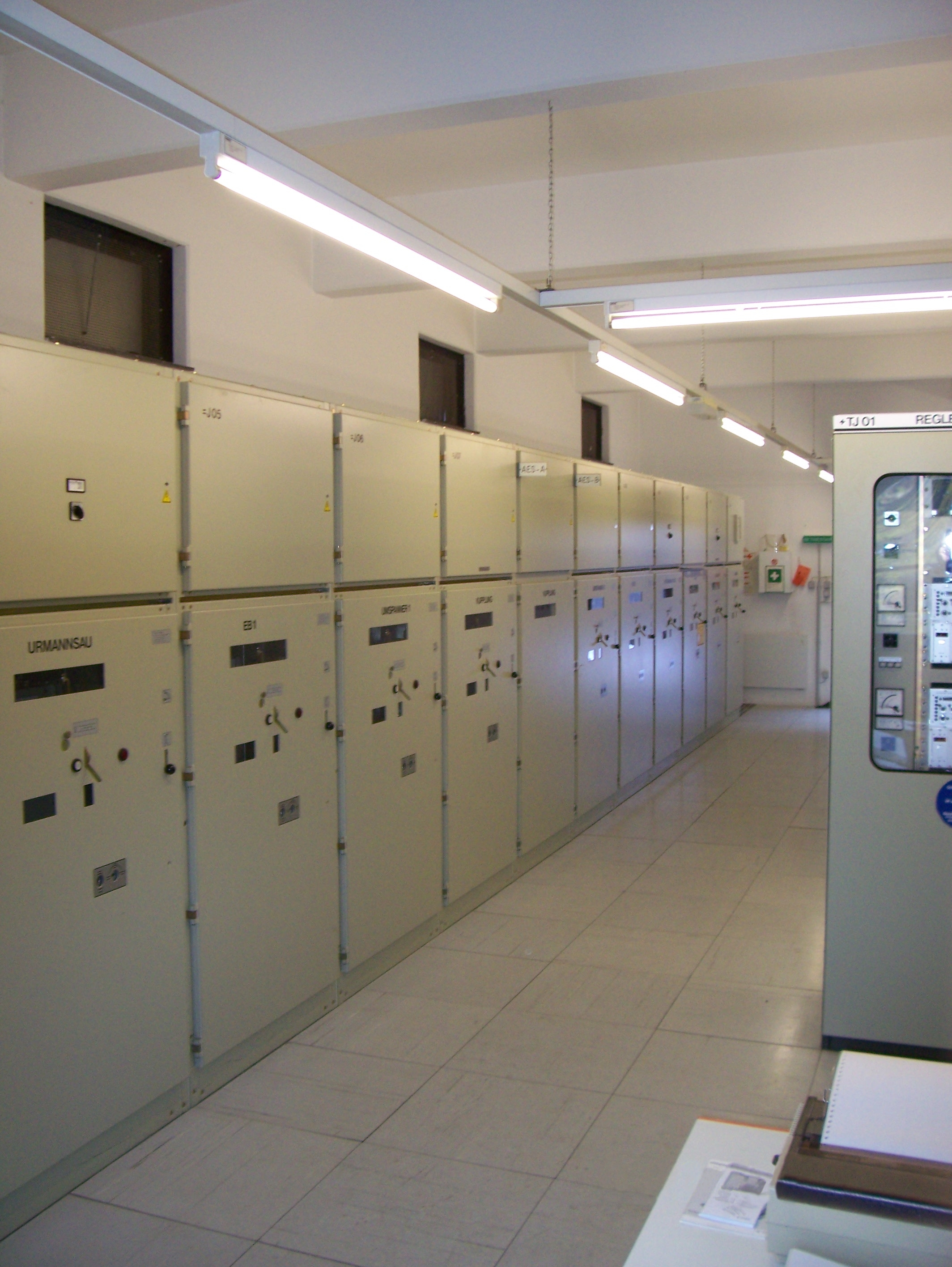
Schaltzellen für 20 kV in einem Umspannwerk

### Nicht gekapselte Schalter
Unter nicht gekapselten Schaltern versteht man Leistungsschalter, die gegen die umgebende Luft nicht abgeschirmt sind. Diese können sich sowohl im Freien als auch in Schaltschränken befinden. Die fehlende Abschirmung hat zur Folge, dass hier als Löschmedium nur Luft genutzt werden kann.

#### Luftisolierte Schalter
Unter luftisolierten Schaltern (Englisch: Air Insulated Switchgear, kurz: AIS) versteht man Leistungsschalter, die aufgrund der Schaltbewegungslänge der Kontakte einen Lichtbogen löschen. Diese Schaltbewegungen sind von der Spannungsebene abhängig, in welcher der Schalter eingesetzt wird. In Innenräumen werden üblicherweise AIS bis 20 kV Nennspannung eingesetzt. Höhere Spannungsebenen werden in gekapselten Leistungsschaltern oder in Freiluftschaltern geschaltet.

#### Freiluftschalter
Freiluftschalter trennen eine unter Spannung stehende Leitung, indem sich die beiden Kontakte voneinander entfernen. Die Entfernung ist so ausgelegt, dass auch bei hoher Luftfeuchtigkeit der Plasmakanal des Lichtbogens zusammenbricht. Dies kann dazu führen, dass je nach Spannungsebene diese Trennstrecke mehrere Meter betragen kann. Daher stehen diese Anlagen meist im Freien („Freiluft“).

### Gekapselte Schalter

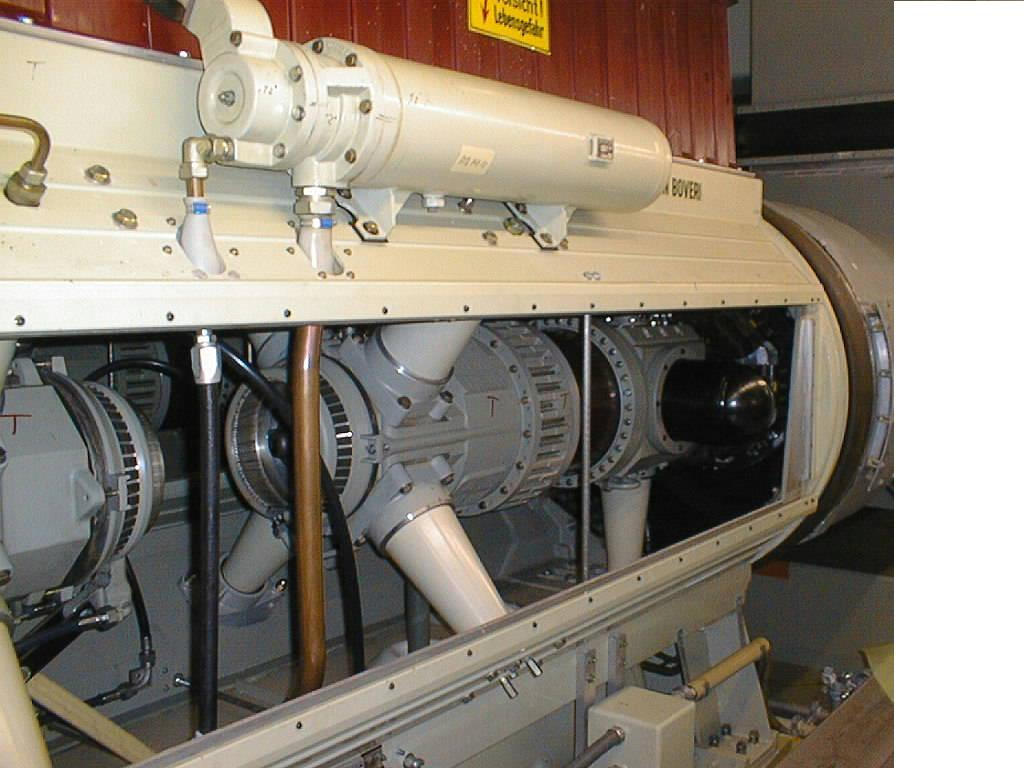
Zu Wartungszwecken geöffneter druckgasisolierter Generatorlastschalter im Kernkraftwerk Krümmel

Unter gekapselten Schaltern versteht man Leistungsschalter, die von einem System aus Rohren, Gehäusen und Einfassungen gegen die Umwelt abgeschirmt sind. Diese Abschirmung ermöglicht es auch, andere Medien als die Umgebungsluft zum Löschen des Lichtbogens zu benutzen.

#### Druckgasschalter/2-Kammer-Schalter
Hier wird Luft als Löschmittel für den Lichtbogen verwendet. Luft dient in der Regel auch zur Betätigung des Schalters. Es wird mit hohem Druck ein- oder ausgeschaltet. Durch den hohen Druck ist die Schaltzeit der Kontakte sehr kurz. Beim Ausschalten kommt hinzu, dass der entstehende Lichtbogen durch die Luftströmung in die Länge gezogen wird, bis er abreißt (da die Spannung über diese Länge nicht ausreicht, den Lichtbogen bestehen zu lassen). Diese Schalter wurden bevorzugt eingesetzt, wenn häufig zu- oder abgeschaltet werden musste. Druckgasschalter sind bereits seit mehreren Jahrzehnten aufgrund ihrer hohen Lärmentwicklung kaum mehr üblich. Sie wurden größtenteils von Selbstblasschalter oder Strömungsschaltern – meist mit SF6-Gas – abgelöst.

#### Blaskolbenschalter
Bei Schaltern, die nach dem Blaskolbenprinzip entwickelt worden sind, besteht die Löscheinheit aus einem Festkontakt und dem beweglichen Blaszylinderkontakt. Während der Ausschaltbewegung wird das Volumen des Blaszylinders stetig verkleinert und somit der Druck des eingeschlossenen Gases erhöht, bis sich der Fest- und Bewegungskontakt trennen. Durch die Kontakttrennung wird ein Lichtbogen erzeugt, der eine weitere Drucksteigerung des Gases zur Folge hat. Die Hauptkompression des Gases übernimmt hierbei jedoch der Schalterantrieb. Bei genügend hohem Druck kann das komprimierte Gas ausströmen und durch die Strömbewegung dem Lichtbogen Energie entziehen und ihn schließlich ausblasen. Durch Ausbildung der beiden Kontakte als Düsenkontakte ergeben sich optimale Strömungs- und Löscheigenschaften.

#### Selbstblasschalter
Der erforderliche Löschdruck beim Selbstblasschalter wird wie beim Blaskolbenschalter während der Ausschaltbewegung des Schalters erzeugt. Jedoch wird die Energie des Lichtbogens selbst hier im sogenannten Heizvolumen intensiv zur Druckerhöhung des Isoliergases genutzt. Dies hat zur Folge, dass der Antrieb des Selbstblasschalters nur die Energie für die Schaltbewegung des Schalters und nur unwesentlich zur Kompression des Isolier- und Löschgases aufwenden muss. Dies hat eine Energieeinsparung von etwa 80 Prozent zur Folge, womit auch kleine Bauweisen für den Antrieb möglich sind. Beispiele für diesen Leistungsschalter-Typ sind die gasisolierten Schaltanlagen, welche modular als Felder erhältlich sind.

#### Strömungsschalter
Strömungsschalter werden für alle Wechselspannungen (derzeit bis 765 kV, demnächst bis 1100 kV) im Höchstspannungsnetz angeboten. Typische höchstzulässige Ausschaltströme liegen im Bereich von 25–63 kA, in Sonderfällen auch 80 kA und mehr. Anstelle von Öl wird seit längerem zunehmend Schwefelhexafluorid (SF6)-Gas verwendet.